# Jacques Béguin
Jacques Béguin (* 26. März 1922 in La Chaux-de-Fonds, Kanton Neuenburg; † 23. November 2007 ebenda; heimatberechtigt in La Chaux-de-Fonds und Rochefort) war ein Schweizer Politiker des Parti progressiste national (PPN) und später der Liberalen Partei der Schweiz (LPS), der unter anderem vier Mal (1971 bis 1972, 1976 bis 1977, 1980 bis 1981 sowie 1983 bis 1984) Präsident des Staatsrates des Kantons Neuenburg war.

## Leben
Jacques Béguin, Sohn des Landwirts Frédéric Béguin und von dessen Ehefrau Marie-Louise Matthey-de-l’Endroit, wurde nach dem Besuch der Landwirtschaftsschule Cernier 1946 Sekretär des Landwirtschaftlichen Vereins in La Chaux-de-Fonds und 1954 Präsident des Landwirtschaftlichen Vereins im Kanton Neuenburg sowie 1955 Präsident der Viehzuchtgenossenschaft von La Chaux-de-Fonds. Darüber hinaus wurde er 1955 Vizepräsident des Neuenburger Kantonalverbandes der Viehzuchtgenossenschaften. Er fungierte zeitweise als Vorstandsmitglied des Schweizer Bauernverbandes und war Begründer der Genossenschaft für die künstliche Besamung von Rindern. Von 1979 bis 1985 war er Präsident des Schweizerischen Verbandes für künstliche Besamung (SVKB).
1949 wurde Béguin für den Parti progressiste national (PPN) erstmals Mitglied des Grossen Rates, des Parlaments des Kantons Neuenburg, und gehörte diesem bis 1969 an. In der Kommunalpolitik war er von 1952 bis 1968 Mitglied des Generalrates, des Gemeindeparlaments, beziehungsweise zwischen 1968 und 1969 Mitglied des Gemeinderates von La Chaux-de-Fonds. Am 22. April 1969 wurde er Mitglied des Staatsrates des Kantons Neuenburg, der Regierung dieses Kantons, und war in dieser bis zum 20. Mai 1985 Vorsteher des Departements für Landwirtschaft und Inneres. Als solcher war er Schöpfer des Gesetzes zum Schutze des Weinbaus. Während seiner Mitgliedschaft im Staatsrat fungierte er vier Mal als Präsident und damit als Vorsteher der Kantonsregierung. Als Nachfolger von Carlos Grosjean übernahm er dieses Amt erstmals 1971 und bekleidete es bis 1972, woraufhin François Jeanneret ihn ablöste. Am 1. Juni 1976 wurde er als Nachfolger von Rémy Schläppy wieder Präsident des Staatsrates und wurde als solcher am 16. Mai 1977 erneut von François Jeanneret abgelöst. Am 1. Juni 1980 löste er noch einmal Rémy Schläppy als Vorsteher der Kantonsregierung ab und hatte diesen Posten nunmehr bis zu seiner Ablösung durch André Brandt am 18. Mai 1981 inne. 1981 befürwortete er die Fusion des Parti progressiste national mit der Liberalen Partei der Schweiz (LPS). Zuletzt übernahm er am 1. Juni 1983 von Pierre Dubois zum vierten Mal das Amt des Präsidenten des Staatsrates, welches er bis zu seiner Ablösung durch René Felber am 1. Juni 1984 bekleidete.